# Elattoneura mauros
Elattoneura mauros là loài chuồn chuồn trong họ Platycnemididae. Loài này được Dow, Choong & Ng mô tả khoa học đầu tiên năm 2010.